# Wyższe Seminarium Duchowne w Bydgoszczy

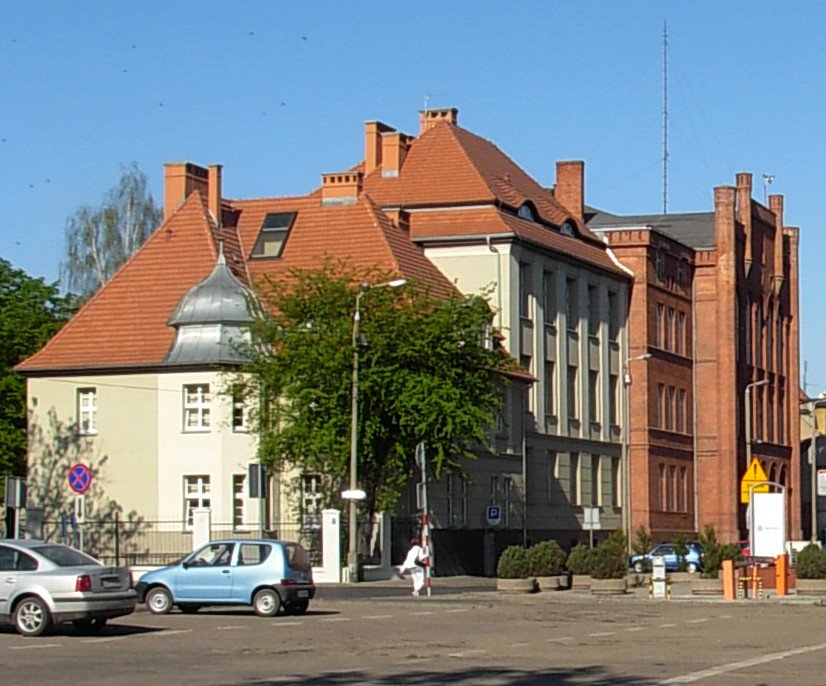
Część mieszkalna Seminarium

Wyższe Seminarium Duchowne Diecezji Bydgoskiej im. bpa Michała Kozala – seminarium duchowne przygotowujące do stanu duchownego kleryków diecezji bydgoskiej.

## Charakterystyka
Wyższe Seminarium Duchowne Diecezji Bydgoskiej kształci kleryków do stanu duchownego. W wymiarze edukacyjnym jest włączone w struktury Wydziału Teologicznego Uniwersytetu im. Adama Mickiewicza w Poznaniu. Alumni odbywają studia na kierunku teologii pastoralnej o specjalności kapłańskiej. Jurysdykcję kanoniczną nad Seminarium sprawuje biskup bydgoski. Głównym patronem jest Michał Kozal, biskup i męczennik z czasów II wojny światowej. Drugim patronem jest Bronisław Kostkowski, męczennik, który przed wstąpieniem do seminarium, uczył się w Gimnazjum Humanistycznym, mieszczącym się w obecnym budynku bydgoskiego seminarium.
Codzienne nabożeństwa oraz coroczne święcenia prezbiteratu z udziałem alumnów seminartium odbywają się w położonej nieopodal katedrze bydgoskiej pw. św. Marcina i Mikołaja.

## Historia
Seminarium zostało erygowane 1 sierpnia 2004 roku przez pierwszego biskupa bydgoskiego Jana Tyrawę. Było to konsekwencją powołania z dniem 25 marca 2004 roku przez papieża Jana Pawła II Diecezji bydgoskiej utworzonej z fragmentów dotychczasowych: archidiecezji gnieźnieńskiej, diecezji koszalińsko-kołobrzeskiej i diecezji pelplińskiej. Pierwszym rektorem seminarium został ks. dr Wojciech Szukalski, prefektem ks. lic. mgr Tomasz Kalociński, a Ojcem Duchownym ks. prał. Janusz Mnichowski.  
Pierwszy rok akademicki 2004/2005, alumni rozpoczęli w pomieszczeniach udostępnionych przez Zgromadzenie Ducha Świętego przy al. Jana Pawła II w Bydgoszczy. W 2007 roku pozyskano budynek przy ul. Grodzkiej 18-22, który po odpowiednim przystosowaniu stał się stałą siedzibą uczelni. Od 2009 roku w gmachu seminarium ma swoją siedzibę również Prymasowski Instytut Kultury Chrześcijańskiej, który wraz z seminarium współtworzy Sekcję Bydgoską Wydziału Teologicznego Uniwersytetu im. Adama Mickiewicza. 
Trzon kadry profesorskiej seminarium stanowili wykładowcy Wydziału Teologicznego UAM w Poznaniu, księża diecezji bydgoskiej oraz z seminariów w Poznaniu, Gnieźnie, Kaliszu, Włocławku, Toruniu, Szczecinie, księża zakonni oraz nauczyciele świeccy. Pierwszy rok formacyjny 2004/2005 rozpoczynało 62 alumnów, później nastąpił nieznaczny wzrost, a w roku 2013/1014 studiowało 32 osób. 
Cykl formacji kleryków obejmuje okres propedeutyczny, studia filozoficzne, a później teologiczne. Formacja jest podzielona na etapy, rozróżnione momentem przyjęcia stroju duchownego. Wyznaczone są one posługami lektoratu i akolitatu, a później święceń: diakonatu i prezbiteratu. Święcenia kapłańskie odbywają się w katedrze bydgoskiej w ostatnią sobotę maja, a diakonatu dwa tygodnie wcześniej. W latach 2004–2014 odbyło się 15 święceń diakonatu, a 42 alumnów zostało wyświęconych na kapłanów. W 2014 roku nowym rektorem seminarium został dotychczasowy ojciec duchowny ks. Marcin Puziak. W 2022 roku biskup bydgoski Krzysztof Włodarczyk podjął decyzję o reorganizacji seminarium i przeniesieniu kleryków do seminarium w Poznaniu.

## Siedziba
Seminarium mieści się w zabytkowym budynku przy ul. Grodzkiej 18–22, wzniesionym w 1858 roku dla miejskiej szkoły realnej, rozbudowanym w latach 1906–1908. Poszczególne skrzydła budynku mieszczą: sale dydaktyczne (nr 18, z czerwonej cegły), zaś część wschodnia (nr 20 i 22) – mieszkania kleryckie. W budynku ma swoją siedzibę również Prymasowski Instytut Kultury Chrześcijańskiej, który wraz z Seminarium współtworzy Sekcję Bydgoską Wydziału Teologicznego Uniwersytetu im. Adama Mickiewicza w Poznaniu.

## Patroni Seminarium
- Michał Kozal
- Bronisław Kostkowski